# Ловере
Ловере (італ. Lovere) — муніципалітет в Італії, у регіоні Ломбардія,  провінція Бергамо.
Ловере розташоване на відстані близько 480 км на північний захід від Рима, 80 км на північний схід від Мілана, 34 км на північний схід від Бергамо.
Населення — 5345 осіб (2014).

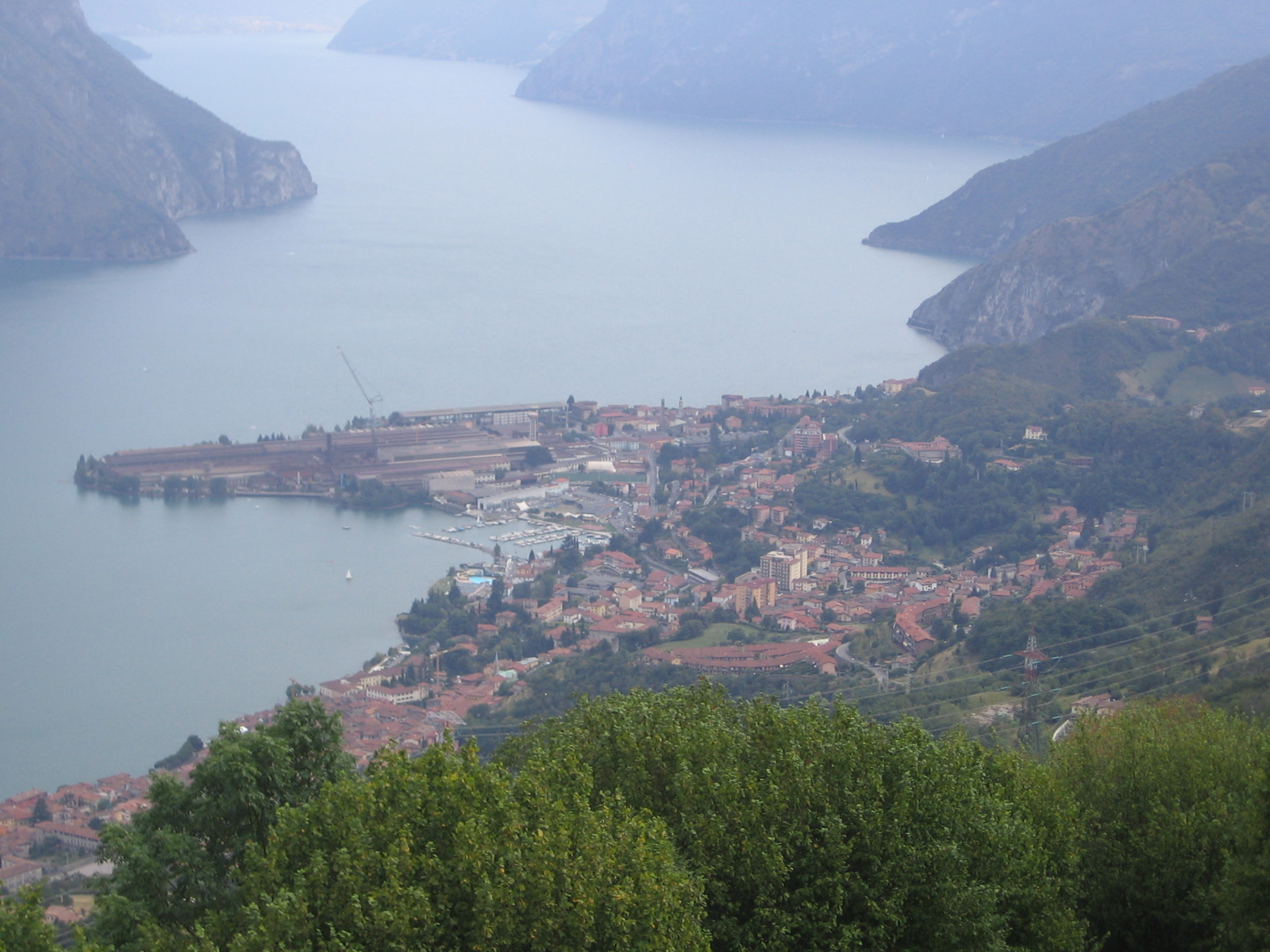

Щорічний фестиваль відбувається 18 травня. Покровитель — Santa Bartolomea Capitanio.

## Демографія
Населення за роками:

Станом на 1 січня 2023 року в муніципалітеті офіційно проживало 556 іноземців з 51 країни, серед них 136 громадян країн Євросоюзу та 52 громадяни України.

## Сусідні муніципалітети
- Боссіко
- Кастро
- Коста-Вольпіно
- П'яніко
- Пізонье
- Совере